# Софроны (Кировская область)
Софроны — деревня в Сунском районе Кировской области в составе Большевистского сельского поселения.

## География
Находится на расстоянии примерно 18 км по прямой на запад-северо-запад от районного центра поселка Суна.

## История
Известна была с 1764 года как деревня, где проживало 56 монастырских крестьян (Успенского Трифонова монастыря) и 49 «экономических». В 1873 году здесь (Софроновская или Новик) учтено было дворов 31 и жителей 191, в 1905 31 и 198, в 1926 38 и 185, в 1950 32 и 101. В 1989 году оставалось 11 постоянных жителей.

## Население
Постоянное население составляло 11 человек (русские 100 %) в 2002 году, 1 в 2010.